# Mustapha Benzaza
 (septembre 2019).
Mustapha Benzaza, né à Aïn Nouïssy dans la wilaya de Mostaganem, est un wali.

## Biographie
Mustapha Benzaza était un militant de la cause nationale, qui préféra se détourner de ses études pour le combat libérateur. Fidaï dans sa ville natale Aïn Nouïssy, aux côtés de son frère Benabdallah Benzaza, il sera appelé, une fois l'indépendance acquise, à s'occuper du centre d'aération des pupilles de la nation, non loin de Aïn Nouïssy, fief de la grande famille des Benzaza. Il était alors le directeur des hôpitaux auprès du ministère de la Santé. Grâce à des études de pharmacie qu'il complétera par une licence en droit, il sera tour à tour sous-préfet de Tighennif et de Relizane, puis wali de Laghouat et de Jijel.

## Fonctions
Ses principales fonctions occupées sont :
1. Directeur des Hôpitaux d'Algérie: (1962-).
2. Chef de la Daïra de Tighennif: (-1971).
3. Chef de la Daïra de Relizane: (1971-).
4. Wali de Laghouat: (1974-1978).
5. Wali de Jijel: (1978-1979).
6. Responsable du Département des Relations Publiques au Front de Libération Nationale (FLN): (1979-).
7. Vice-Ministre Chargé de la Pêche au Ministère de la Pêche et de l'Agriculture (Gouvernement Brahimi I): (1984-1986).
8. Ministre des Postes et des Télécommunications (Gouvernement Brahimi II): (1986-1988).
9. Ambassadeur en Suède: (1989-).

## Itinéraire
| N° | Fonction                                                                                               | Début              | Fin                |
| -- | --- | ------------------ | ------------------ |
| 01 | Directeur des Hôpitaux d'Algérie                                                                       | 17 août 1962       |                    |
| 02 | |                    |                    |
| 03 | Chef de la Daïra de Tighennif                                                                          |                    | 1er septembre 1971 |
| 04 | Chef de la Daïra de Relizane                                                                           | 1er septembre 1971 | 17 septembre 1974  |
| 05 | Wali de Laghouat                                                                                       | 17 septembre 1974  | 31 août 1978       |
| 06 | Wali de Jijel                                                                                          | 1er septembre 1978 | 14 avril 1979      |
| 07 | Responsable du Département des Relations Publiques au Front de Libération Nationale (FLN)              | 14 avril 1979      |                    |
| 08 | |                    |                    |
| 09 | Vice-Ministre Chargé de la Pêche au Ministère de la Pêche et de l'Agriculture (Gouvernement Brahimi I) | 22 janvier 1984    | 18 février 1986    |
| 10 | Ministre des Postes et des Télécommunications (Gouvernement Brahimi II)                                | 18 février 1986    | 9 novembre 1988    |
| 11 | |                    |                    |
| 12 | Ambassadeur en Suède                                                                                   | 1er octobre 1989   |                    |

## Maladie et décès
Mustapha Benzaza est décédé à Aïn Nouïssy le 20 octobre 2003.